# Brooke Langton
Brooke Langton (Arizona City, 27 november 1970) is een Amerikaans actrice.
Langton begon haar carrière als model en werkte in onder andere Japan. In 1992 begon ze haar carrière als actrice, met gastrollen in televisieseries. Ze had gastrollen in Freshman Dorm en Baywatch Hawaii, voordat ze in de aflevering The Back Story van de serie Beverly Hills, 90210 te zien was en een verschijning maakte in California Dreams.
In 1994 kreeg Langton een hoofdrol in de televisiefilm Moment of Truth: A Mother's Deception en werd ook werkzaam in de filmindustrie. Zo had ze een hoofdrol in de film Beach House (1995) en was ze te zien in Swingers (1996).
In 1996 brak Langton door toen ze de rol van Samantha Reilly kreeg in de destijds succesvolle serie Melrose Place. Deze rol bleef ze spelen tot 1998. Hierna had ze de hoofdrol in de kortdurende televisieserie The Net, die gebaseerd is op de film met dezelfde titel waarin Sandra Bullock de hoofdrol had.
Nadat de serie al na één seizoen werd stopgezet, begon ze zich te richten op een filmcarrière en was in een reeks films te zien, waaronder Kiss the Bride, waarin ook Alyssa Milano te zien was. Later speelde ze in onder andere The Benchwarmers (2006).
Onlangs maakte Langton haar comeback in de televisieindustrie met terugkerende rollen in Friday Night Lights en Life.
- Bibliothèque nationale de France: cb15118509n (data)
- International Standard Name Identifier: 0000 0000 4031 1381
- Library of Congress Control Number: n2008010025
- MusicBrainz: 9babd538-56e4-48e6-843f-ace33a407362
- Nationale Bibliotheek van Polen: a0000002269009
- Système universitaire de documentation: 199336377
- Virtual International Authority File: 19979043
- WorldCat: E39PBJyRxWTWKfvMpWXvT7gh73